# Ethel Irene McLennan
Ethel Irene McLennan (* 15. März 1891 in Williamstown, Victoria; † 12. Juni 1983 in Melbourne) war eine australische Botanikerin, Mykologin und Hochschullehrerin. Sie war von 1931 bis 1955 außerordentliche Professorin für Botanik an der Universität Melbourne und wurde 1927 mit dem David Syme Research Prize ausgezeichnet. Zu ihren Forschungsgebieten gehörten insbesondere Pilzsymbiosen und Endophyten sowie die Pilzflora von Böden.

## Leben und Werk

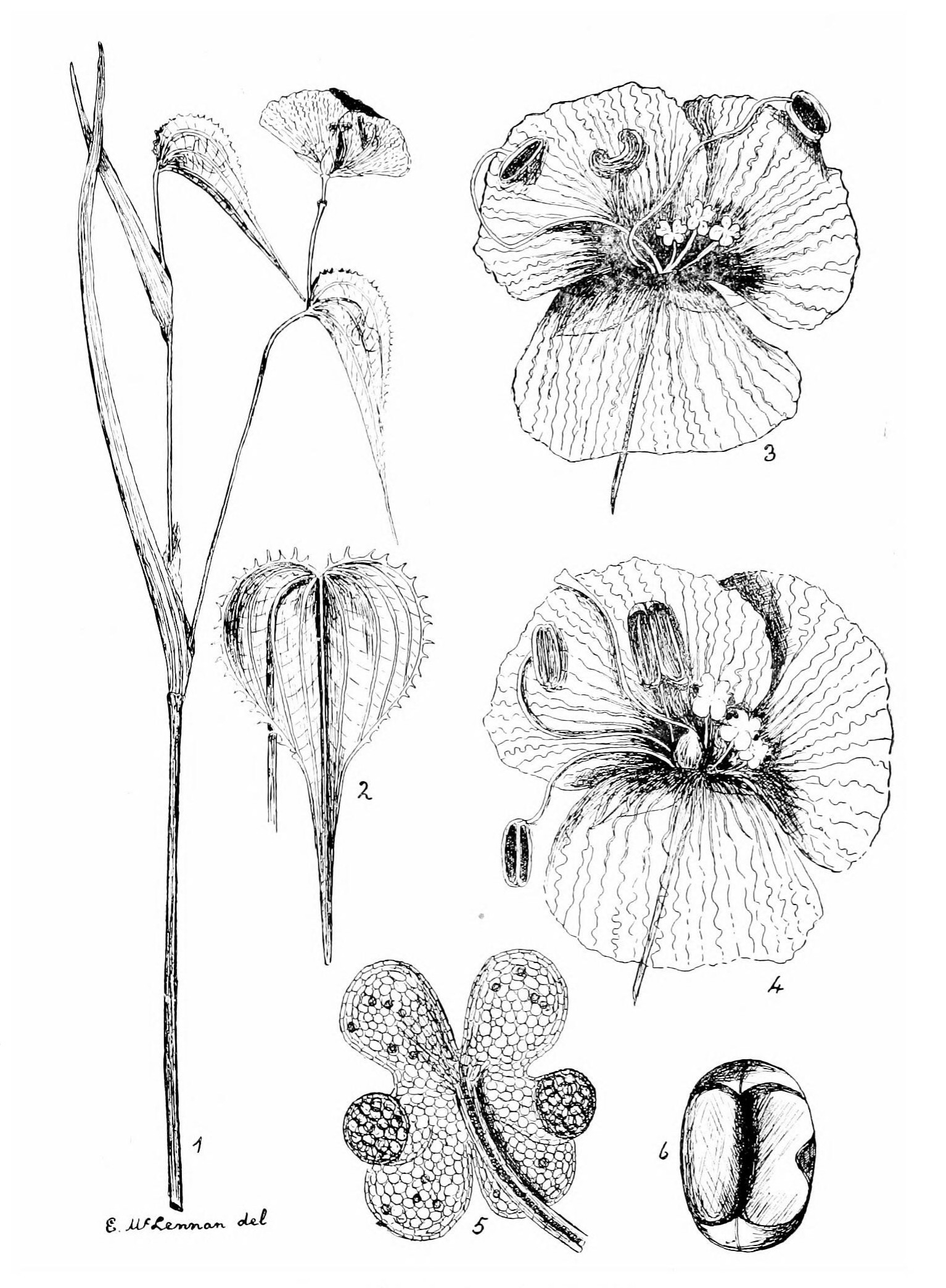
McLennans botanische Illustration von Commelina ciliata, 1917

McLennan war das zweite Kind der in Victoria geborenen Eltern schottischer Herkunft, des Lagerarbeiters George McLennan und seiner Frau Eleanor, geborene Tucker. Ihre Familie zog über East Melbourne nach Hawthorn, wo sie an der Tintern Church of England Girls' Grammar School unterrichtet wurde. Sie studierte ab 1910 Naturwissenschaften mit dem Schwerpunkt Biowissenschaften an der Universität Melbourne und erwarb 1915 dort ihren Bachelor of Science-Abschluss. Sie wurde direkt nach ihrem Abschluss von Professor Alfred James Ewart als Demonstratorin und Dozentin für Botanik an der Universität Melbourne eingestellt. Ihre erste Arbeit veröffentlichte sie 1916.

## Forschung
Ihre Forschung konzentrierte sich auf den endophytischen Pilz, der mit den Samen des Grases Lolium assoziiert ist. Sie promovierte 1921 mit einer illustrierten, wissenschaftlichen Studie darüber. Es war die erste australische Promotion in mykologischer Forschung und McLennan war die vierte Frau, die an der Universität Melbourne und in Australien promovierte. 1926 erhielt sie ein Stipendium der Graduate Women International und reiste auf demselben Schiff wie Isabel Clifton Cookson nach England, wo sie an der Rothamsted Experimental Station in Harpenden und am Londoner Imperial College of Science and Technology über das Wachstum von Pilzen im Boden forschte. Bevor sie in England arbeitete, reiste sie mit Cookson durch Europa und kaufte in Bonn ein Zeiss-Handobjektiv, das ihr ständiger Helfer bei der Feldarbeit wurde.
Zurück in Melbourne gewann McLennan als zweite Frau den David-Syme-Preis für ihre wissenschaftliche Forschung  über Bodenpilze. Ab 1927 unterrichtete sie Pflanzenpathologie und Mykologie und 1931 war sie nach Georgina Sweet die zweite Frau, die zur außerordentlichen Professorin an der Universität Melbourne ernannt wurde. Sie wurde zu Pflanzenkrankheiten konsultiert und untersuchte für den Council for Scientific and Industrial Research (CSIR) tasmanische Hopfen- und Erbsenkrankheiten und Bananenbefall in Queensland. Durch ausgedehnte Reisen und gründliche Laboruntersuchungen gelang es ihr häufig, Krankheitserreger zu identifizieren und Empfehlungen für deren Behandlung abzugeben.
Nach Ewarts Tod im Jahr 1937 fungierte McLennan als kommissarischer Leiterin und wurde als mögliche Nachfolgerin des Lehrstuhls unterstützt. Obwohl sie 1938 über die Ernennung des Pflanzenphysiologen aus Cambridge John Stewart Turner enttäuscht war, leistete sie ihm berufliche und persönliche Unterstützung. Während des Zweiten Weltkriegs war sie führendes Mitglied eines Teams, das sich mit der biologischen Zerstörung optischer Instrumente beschäftigte, insbesondere derjenigen, die von den Streitkräften im Pazifik eingesetzt wurden. Sie half hier bei der Entwicklung einer neuen Fungizidbehandlung, die von den australischen Streitkräften übernommen wurde.
Mit der Entdeckung von Penicillin in den 1940er Jahren wandte sie sich der Suche nach australischen Antibiotika zu und pflegte und vergrößerte die Penicillium- und andere Pilzkulturen.
Dr. Mac, wie sie allgemein genannt wurde, lehrte und leitete  bis zu ihrer Pensionierung im Jahr 1956 Forschungen in den Bereichen Pflanzenpathologie und Mykologie. Sie war bis 1972 Leiterin des Universitätsherbariums und beendete dann ihre sechs Jahrzehnte währende Zusammenarbeit mit der Universität.

## Mitgliedschaften und Illustrationen
McLennan war aktiv in Organisationen wie dem Australian Pan-Pacific Women's Committee, wo sie 1929 Vorsitzende war, und der Australian Federation of University Women, bei der sie 1934 Präsidentin war. Sie war fünfzehn Jahre lang Mitglied des Gartenkomitees des National Trust im historischen Haus Como in South Yarra.
Sie gehörte zu den Illustratoren von der 1917 veröffentlichten The Flora of the Northern Territories. Sie setzte sich für die Verwendung einheimischer Pflanzen im Design ein und gestaltete für die Botanikabteilung ein von Napier Waller entworfenes Ewart-Gedenkfenster mit australischen Bodenorchideen. Ihre Publikationen illustrierte sie selbst oder nutzte die Werke australischer Künstler, darunter Ellis Rowan.
Am 12. Juni 1983 starb sie im Alter von 92 Jahren in Kew.

## Ehrungen
- Die Feldstation der Botanikabteilung von Melbourne am Wilsons Promontory wurde ihr zu Ehren benannt.[3]
- Ein Jahr vor ihrem Tod wurde ihr 1982 die Ehrendoktorwürde der Rechtswissenschaften von der Universität Melbourne verliehen.
- Um sie als Autorin anzugeben, wenn ein botanischer Name zitiert wird, wird die Standard-Autorenabkürzung McLennan verwendet.[4]
- Die Pilzart Backusella mclennaniae wurde nach ihr benannt.

## Veröffentlichungen
- mit E. Derrick: Fungus spores found in the air in Melbourne (Victoria) Australia. Acta Allergologica European Journal of Allergy and Clinical Immunology 18, 1963, S. 26–43.
- Gastrodia sesamoides R. Br. and its endophyte. Australian Journal of Botany 7, 1959, S. 225–229.
- mit S. C.  Ducker: The ecology of the soil fungi of an Australian heathland. Australian Journal of Botany 2, 1954, S. 220–245.
- mit A. Preston: The uses of dyes in culture media for distinguishing brown and white wood-rotting fungi. Annals of Botany 12, 1948, S. 53–64.
- Non-Symbiotic Development of Seedlings of Epacris impressa Labill. New Phytologist 34, 1935, S. 55–63.
- The growth of fungi in soil. Annals of Applied Biology 15, 1928, S. 95–109.
- The endophytic fungus of Lolium II. The mycorrhiza on the roots of Lolium temulentum, L, with a discussion on the physiological relationships of the organism concerned. Annals of Botany 40, 1926, S. 43–68.